# Dengyun
Dengyun är en köping i sydöstra Kina. Den ligger i Longchuan härad i staden Heyuan i provinsen Guangdong, omkring 240 kilometer nordost om provinshuvudstaden Guangzhou. Antalet invånare är 18 472. Befolkningen består av 9 214 kvinnor och 9 258 män. Barn under 15 år utgör 19,0 %, vuxna 15-64 år 69 %, och äldre över 65 år 10,0 %.